# 6 Heures de Shanghai 2016
Navigation
Édition précédente Édition suivante
Les 6 Heures de Shanghai 2016 sont la cinquième édition de cette course automobile. Elles se sont déroulées le 6 novembre 2016 sur le Circuit international de Shanghai et ont compté pour le Championnat du monde d'endurance FIA 2015. Elles ont été remportées par la Porsche 919 Hybrid du Porsche Team pilotée par Timo Bernhard, Brendon Hartley et Mark Webber.

## Circuit

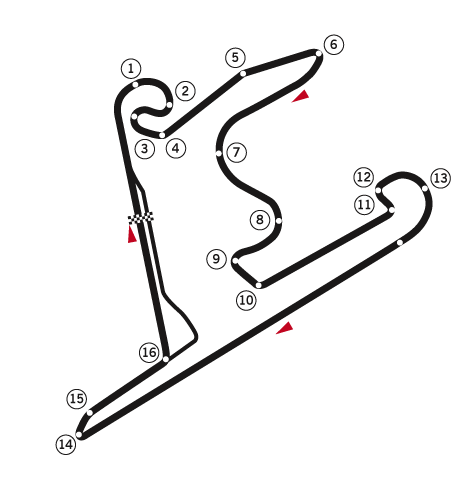
Le Circuit international de Shanghai, cadre des 6 Heures de Shanghai 2016.

Les 6 Heures de Shanghai 2016 se déroulent sur le Circuit international de Shanghai situé en Chine. Il est composé d'une longue ligne droite ainsi que de 16 virages, dont certains ayant une forme originale comme le premier du circuit, qui se referme sur lui-même et prenant la forme d'un escargot. Ce circuit comprend également une importante capacité d'accueil des spectateurs : 200 000 personnes peuvent ainsi assister à une course. Cette piste est célèbre car elle accueille la Formule 1.

## Qualifications
Voici le classement officiel au terme des qualifications. Les premiers de chaque catégorie sont signalés par un fond jauni.
| Pos | Classe    | Équipe                           | Temps moyen    | Grille |
| --- | --------- | -------------------------------- | -------------- | ------ |
| 1   | LMP1      | No. 1 Porsche Team               | 1 min 44 s 462 | 1      |
| 2   | LMP1      | No. 5 Toyota Gazoo Racing        | 1 min 44 s 522 | 2      |
| 3   | LMP1      | No. 8 Audi Sport Team Joest      | 1 min 44 s 610 | 3      |
| 4   | LMP1      | No. 6 Toyota Gazoo Racing        | 1 min 44 s 810 | 4      |
| 5   | LMP1      | No. 7 Audi Sport Team Joest      | 1 min 44 s 868 | 5      |
| 6   | LMP1      | No. 2 Porsche Team               | 1 min 45 s 051 | 6      |
| 7   | LMP1      | No. 13 Rebellion Racing          | 1 min 49 s 828 | 7      |
| 8   | LMP1      | No. 4 Team ByKolles              | 1 min 51 s 285 | 8      |
| 9   | LMP2      | No. 44 Manor                     | 1 min 54 s 225 | 9      |
| 10  | LMP2      | No. 36 Signatech Alpine          | 1 min 54 s 382 | 10     |
| 11  | LMP2      | No. 30 Extreme Speed Motorsports | 1 min 54 s 398 | 11     |
| 12  | LMP2      | No. 26 G-Drive Racing            | 1 min 54 s 759 | 12     |
| 13  | LMP2      | No. 43 RGR Sport by Morand       | 1 min 54 s 845 | 13     |
| 14  | LMP2      | No. 45 Manor                     | 1 min 54 s 899 | 14     |
| 15  | LMP2      | No. 27 SMP Racing                | 1 min 55 s 754 | 15     |
| 16  | LMP2      | No. 37 SMP Racing                | 1 min 56 s 429 | 16     |
| 17  | LMP2      | No. 31 Extreme Speed Motorsports | 1 min 56 s 439 | 17     |
| 18  | LMP2      | No. 35 Baxi DC Racing Alpine     | 1 min 57 s 111 | 18     |
| 19  | LMGTE-Pro | No. 67 Ford Chip Ganassi Racing  | 2 min 01 s 391 | 19     |
| 20  | LMGTE-Pro | No. 66 Ford Chip Ganassi Racing  | 2 min 01 s 528 | 20     |
| 21  | LMGTE-Pro | No. 95 Aston Martin Racing       | 2 min 02 s 040 | 21     |
| 22  | LMGTE-Pro | No. 51 AF Corse                  | 2 min 02 s 315 | 22     |
| 23  | LMGTE-Pro | No. 97 Aston Martin Racing       | 2 min 02 s 432 | 23     |
| 24  | LMGTE-Pro | No. 71 AF Corse                  | 2 min 02 s 866 | 24     |
| 25  | LMGTE-Pro | No. 77 Dempsey-Proton Racing     | 2 min 03 s 767 | 25     |
| 26  | LMGTE-Am  | No. 98 Aston Martin Racing       | 2 min 04 s 997 | 26     |
| 27  | LMGTE-Am  | No. 83 AF Corse                  | 2 min 05 s 334 | 27     |
| 28  | LMGTE-Am  | No. 88 Abu Dhabi-Proton Racing   | 2 min 05 s 466 | 28     |
| 29  | LMGTE-Am  | No. 78 KCMG                      | 2 min 06 s 344 | 29     |
| 30  | LMGTE-Am  | No. 86 Gulf Racing               | 2 min 07 s 712 | 30     |
| 31  | LMGTE-Am  | No. 50 Larbre Compétition        | 2 min 07 s 857 | 31     |

## Résultats
Voici le classement officiel au terme de la course.
- Les vainqueurs de chaque catégorie sont signalés par un fond jauni.
- Pour la colonne Pneus, il faut passer le curseur au-dessus du modèle pour connaître le manufacturier de pneumatiques.

| Pos | Cat       | n° | Équipe                    | Pilotes                                                 | Châssis                        | Pneus | Tours |
| Pos | Cat       | n° | Équipe                    | Pilotes                                                 | Moteur                         | Pneus | Tours |
| --- | --------- | -- | ------------------------- | ------------------------------------------------------- | ------------------------------ | ----- | ----- |
| 1   | LMP1      | 1  | Porsche Team              | Timo Bernhard Mark Webber Brendon Hartley               | Porsche 919 Hybrid             | M     | 195   |
| 1   | LMP1      | 1  | Porsche Team              | Timo Bernhard Mark Webber Brendon Hartley               | Porsche 2.0 L Turbo V4         | M     | 195   |
| 2   | LMP1      | 6  | Toyota Gazoo Racing       | Stéphane Sarrazin Mike Conway Kamui Kobayashi           | Toyota TS050 Hybrid            | M     | 195   |
| 2   | LMP1      | 6  | Toyota Gazoo Racing       | Stéphane Sarrazin Mike Conway Kamui Kobayashi           | Toyota 2.4 L Turbo V6          | M     | 195   |
| 3   | LMP1      | 5  | Toyota Gazoo Racing       | Anthony Davidson Sébastien Buemi Kazuki Nakajima        | Toyota TS050 Hybrid            | M     | 195   |
| 3   | LMP1      | 5  | Toyota Gazoo Racing       | Anthony Davidson Sébastien Buemi Kazuki Nakajima        | Toyota 2.4 L Turbo V6          | M     | 195   |
| 4   | LMP1      | 2  | Porsche Team              | Romain Dumas Neel Jani Marc Lieb                        | Porsche 919 Hybrid             | M     | 195   |
| 4   | LMP1      | 2  | Porsche Team              | Romain Dumas Neel Jani Marc Lieb                        | Porsche 2.0 L Turbo V4         | M     | 195   |
| 5   | LMP1      | 8  | Audi Sport Team Joest     | Lucas di Grassi Loïc Duval Oliver Jarvis                | Audi R18                       | M     | 192   |
| 5   | LMP1      | 8  | Audi Sport Team Joest     | Lucas di Grassi Loïc Duval Oliver Jarvis                | Audi TDI 4.0 L Turbo Diesel V6 | M     | 192   |
| 6   | LMP1      | 7  | Audi Sport Team Joest     | Marcel Fässler André Lotterer Benoît Tréluyer           | Audi R18                       | M     | 181   |
| 6   | LMP1      | 7  | Audi Sport Team Joest     | Marcel Fässler André Lotterer Benoît Tréluyer           | Audi TDI 4.0 L Turbo Diesel V6 | M     | 181   |
| 7   | LMP1      | 4  | ByKolles Racing Team      | Simon Trummer Oliver Webb Pierre Kaffer                 | CLM P1/01                      | D     | 181   |
| 7   | LMP1      | 4  | ByKolles Racing Team      | Simon Trummer Oliver Webb Pierre Kaffer                 | AER P60 2.4 L Turbo V6         | D     | 181   |
| 8   | LMP2      | 26 | G-Drive Racing            | Roman Rusinov Alex Brundle Will Stevens                 | Oreca 05                       | D     | 180   |
| 8   | LMP2      | 26 | G-Drive Racing            | Roman Rusinov Alex Brundle Will Stevens                 | Nissan VK45DE 4.5 L V8         | D     | 180   |
| 9   | LMP2      | 30 | Extreme Speed Motorsports | Antonio Giovinazzi Tom Blomqvist Sean Gelael            | Ligier JS P2                   | M     | 179   |
| 9   | LMP2      | 30 | Extreme Speed Motorsports | Antonio Giovinazzi Tom Blomqvist Sean Gelael            | Nissan VK45DE 4.5 L V8         | M     | 179   |
| 10  | LMP2      | 43 | RGR Sport by Morand       | Ricardo González Filipe Albuquerque Bruno Senna         | Ligier JS P2                   | D     | 179   |
| 10  | LMP2      | 43 | RGR Sport by Morand       | Ricardo González Filipe Albuquerque Bruno Senna         | Nissan VK45DE 4.5 L V8         | D     | 179   |
| 11  | LMP2      | 36 | Signatech Alpine          | Gustavo Menezes Nicolas Lapierre Stéphane Richelmi      | Alpine A460                    | D     | 179   |
| 11  | LMP2      | 36 | Signatech Alpine          | Gustavo Menezes Nicolas Lapierre Stéphane Richelmi      | Nissan VK45DE 4.5 L V8         | D     | 179   |
| 12  | LMP2      | 31 | Extreme Speed Motorsports | Ryan Dalziel Pipo Derani Chris Cumming                  | Ligier JS P2                   | M     | 179   |
| 12  | LMP2      | 31 | Extreme Speed Motorsports | Ryan Dalziel Pipo Derani Chris Cumming                  | Nissan VK45DE 4.5 L V8         | M     | 179   |
| 13  | LMP2      | 27 | SMP Racing                | Nicolas Minassian Maurizio Mediani Mikhail Aleshin      | BR Engineering BR01            | D     | 177   |
| 13  | LMP2      | 27 | SMP Racing                | Nicolas Minassian Maurizio Mediani Mikhail Aleshin      | Nissan VK45DE 4.5 L V8         | D     | 177   |
| 14  | LMP2      | 37 | SMP Racing                | Vitaly Petrov Kirill Ladygin Viktor Shaitar             | BR Engineering BR01            | D     | 177   |
| 14  | LMP2      | 37 | SMP Racing                | Vitaly Petrov Kirill Ladygin Viktor Shaitar             | Nissan VK45DE 4.5 L V8         | D     | 177   |
| 15  | LMP2      | 35 | Baxi DC Racing Alpine     | David Cheng Ho-Pin Tung Paul-Loup Chatin                | Alpine A460                    | D     | 176   |
| 15  | LMP2      | 35 | Baxi DC Racing Alpine     | David Cheng Ho-Pin Tung Paul-Loup Chatin                | Nissan VK45DE 4.5 L V8         | D     | 176   |
| 16  | LMP2      | 44 | Manor                     | Matthew Rao Richard Bradley Alex Lynn                   | Oreca 05                       | D     | 174   |
| 16  | LMP2      | 44 | Manor                     | Matthew Rao Richard Bradley Alex Lynn                   | Nissan VK45DE 4.5 L V8         | D     | 174   |
| 17  | LMGTE Pro | 67 | Ford Chip Ganassi Racing  | Andy Priaulx Harry Tincknell                            | Ford GT                        | M     | 170   |
| 17  | LMGTE Pro | 67 | Ford Chip Ganassi Racing  | Andy Priaulx Harry Tincknell                            | Ford EcoBoost 3.5 L Turbo V6   | M     | 170   |
| 18  | LMGTE Pro | 66 | Ford Chip Ganassi Racing  | Stefan Mücke Olivier Pla                                | Ford GT                        | M     | 170   |
| 18  | LMGTE Pro | 66 | Ford Chip Ganassi Racing  | Stefan Mücke Olivier Pla                                | Ford EcoBoost3.5 L Turbo V6    | M     | 170   |
| 19  | LMGTE Pro | 51 | AF Corse                  | Gianmaria Bruni James Calado                            | Ferrari 488 GTE                | M     | 170   |
| 19  | LMGTE Pro | 51 | AF Corse                  | Gianmaria Bruni James Calado                            | Ferrari F154CB 3.9 L Turbo V8  | M     | 170   |
| 20  | LMGTE Pro | 95 | Aston Martin Racing       | Nicki Thiim Marco Sørensen                              | Aston Martin V8 Vantage GTE    | D     | 170   |
| 20  | LMGTE Pro | 95 | Aston Martin Racing       | Nicki Thiim Marco Sørensen                              | Aston Martin 4.5 L V8          | D     | 170   |
| 21  | LMGTE Pro | 71 | AF Corse                  | Davide Rigon Sam Bird                                   | Ferrari 488 GTE                | M     | 168   |
| 21  | LMGTE Pro | 71 | AF Corse                  | Davide Rigon Sam Bird                                   | Ferrari F154CB 3.9 L Turbo V8  | M     | 168   |
| 22  | LMGTE Pro | 77 | Dempsey-Proton Racing     | Richard Lietz Michael Christensen                       | Porsche 911 RSR (991)          | M     | 168   |
| 22  | LMGTE Pro | 77 | Dempsey-Proton Racing     | Richard Lietz Michael Christensen                       | Porsche 4.0 L Flat-6           | M     | 168   |
| 23  | LMGTE Am  | 98 | Aston Martin Racing       | Paul Dalla Lana Pedro Lamy Mathias Lauda                | Aston Martin V8 Vantage GTE    | M     | 166   |
| 23  | LMGTE Am  | 98 | Aston Martin Racing       | Paul Dalla Lana Pedro Lamy Mathias Lauda                | Aston Martin 4.5 L V8          | M     | 166   |
| 24  | LMP1      | 13 | Rebellion Racing          | Mathéo Tuscher Dominik Kraihamer Alexandre Imperatori   | Rebellion R-One                | D     | 166   |
| 24  | LMP1      | 13 | Rebellion Racing          | Mathéo Tuscher Dominik Kraihamer Alexandre Imperatori   | AER P60 2.4 L Turbo V6         | D     | 166   |
| 25  | LMGTE Am  | 78 | KCMG                      | Christian Ried Wolf Henzler Joël Camathias              | Porsche 911 RSR (991)          | M     | 166   |
| 25  | LMGTE Am  | 78 | KCMG                      | Christian Ried Wolf Henzler Joël Camathias              | Porsche 4.0 L Flat-6           | M     | 166   |
| 26  | LMGTE Am  | 83 | AF Corse                  | François Perrodo Emmanuel Collard Rui Águas             | Ferrari 458 Italia GT2         | M     | 166   |
| 26  | LMGTE Am  | 83 | AF Corse                  | François Perrodo Emmanuel Collard Rui Águas             | Ferrari 4.5 L V8               | M     | 166   |
| 27  | LMGTE Am  | 88 | Abu Dhabi-Proton Racing   | Khaled Al Qubaisi David Heinemeier Hansson Patrick Long | Porsche 911 RSR (991)          | M     | 166   |
| 27  | LMGTE Am  | 88 | Abu Dhabi-Proton Racing   | Khaled Al Qubaisi David Heinemeier Hansson Patrick Long | Porsche 4.0 L Flat-6           | M     | 166   |
| 28  | LMGTE Am  | 50 | Larbre Compétition        | Pierre Ragues Ricky Taylor Romain Brandela              | Chevrolet Corvette C7.R        | M     | 164   |
| 28  | LMGTE Am  | 50 | Larbre Compétition        | Pierre Ragues Ricky Taylor Romain Brandela              | Chevrolet LT5.5 5.5 L V8       | M     | 164   |
| 29  | LMGTE Am  | 86 | Gulf Racing               | Michael Wainwright Adam Carroll Ben Barker              | Porsche 911 RSR (991)          | M     | 164   |
| 29  | LMGTE Am  | 86 | Gulf Racing               | Michael Wainwright Adam Carroll Ben Barker              | Porsche 4.0 L Flat-6           | M     | 164   |
| Abd | LMGTE Pro | 97 | Aston Martin Racing       | Richie Stanaway Darren Turner                           | Aston Martin V8 Vantage GTE    | D     | 1     |
| Abd | LMGTE Pro | 97 | Aston Martin Racing       | Richie Stanaway Darren Turner                           | Aston Martin 4.5 L V8          | D     | 1     |
| Abd | LMP2      | 45 | Manor                     | Tor Graves Roberto González Mathias Beche               | Oreca 05                       | D     | 0     |
| Abd | LMP2      | 45 | Manor                     | Tor Graves Roberto González Mathias Beche               | Nissan VK45DE 4.5 L V8         | D     | 0     |

## Faits marquants
Porsche devient lors de cette manche le champion constructeur du Championnat du monde d'endurance FIA 2016.